# Onthophagus sycophanta
Onthophagus sycophanta är en skalbaggsart som beskrevs av Leon Fairmaire 1887. Onthophagus sycophanta ingår i släktet Onthophagus och familjen bladhorningar. Inga underarter finns listade i Catalogue of Life.